# شیزوکا ایتو
شیزوکا ایتو (به انگلیسی: Shizuka Itō؛ زادهٔ ۵ دسامبر ۱۹۸۰) خواننده و صدا پیشهٔ اهل ژاپن است. وی از سال ۲۰۰۴ میلادی تاکنون مشغول فعالیت بوده‌است.